# 枕動脈枕支
枕动脉枕支是枕動脈的终末分支之一，其在解剖学上的作用主要是为后脑的枕骨提供血液供应。